# Verwechselter Fanghaft
Der Verwechselte Fanghaft, wissenschaftlicher Name Mantispa aphavexelte, auch Verwechselbarer Fanghaft genannt, ist eine Art aus der Familie der Fanghafte mit Lebensraum unter anderem in Süd- und Mitteleuropa. Die Art ist erst 1994 beschrieben worden, nachdem zugehörige Individuen, auch von den Autoren der Erstbeschreibung selbst, jahrzehntelang mit anderen Arten verwechselt wurden. Auch der wissenschaftliche Name der Art spielt, als Wortspiel, darauf an.

## Beschreibung
Es handelt sich um eine mittelgroße Art, mit einer Vorderflügellänge des Männchens von 9 bis 13,8 Millimeter und des Weibchens von 10 bis 14,2 Millimeter. Sie ist gelb gefärbt, mit einer braunen Zeichnung. Die Art besitzt die typische Körpergestalt der Fanghafte, mit sehr langgestrecktem, schmalem Pronotum und zu Fangbeinen umgewandelten Vorderbeinen. Die Art ähnelt durch die Fangbeine und den dreieckigen, sehr beweglichen Kopf mit großen Komplexaugen oberflächlich einer Gottesanbeterin, von der sie aber durch die Ausbildung der Flügel und die Ansatzstelle der Vorderbeine (bei der Gottesanbeterin etwa in der Mitte, beim Fanghaft am Vorderende des Pronotum) leicht unterscheidbar ist.
Der Verwechselte Fanghaft ist von den anderen europäischen Arten der Gattung Mantispa sicher nur genitalmorphologisch unterscheidbar. Als Feldmerkmale, die in den meisten Fällen eine Bestimmung ermöglichen, ist sie an folgenden Merkmalen unterscheidbar: Der Prothorax ist stark verlängert, länger als die beiden anderen Rumpfsegmente zusammengenommen, der Durchmesser seines kragenartigen Vorderabschnitts erreicht höchstens die Hälfte von dessen Länge. Die Flügelmembran ist glasklar (hyalin) oder schwach gelblich getönt, nicht rauchbraun wie bei Mantispa perla. Das Flügelmal oder Pterostigma ist relativ schmal und kontinuierlich verbreitert, nicht wie bei Mantispa styriaca zum Ende hin (distal) abrupt verbreitert und hier dreieckig, außerdem ist es einfarbig gelb gefärbt, nicht distal ockerbraun verdunkelt. Die Innenseite der Vorderschenkel ist zentral überwiegend dunkelbraun gefärbt mit einem eingelagerten gelben Fleck unterschiedlicher Ausdehnung, der den verwandten Arten fehlt, sehr selten und ausnahmsweise kann er aber auch beim Verwechselten Fanghaft reduziert sein. Das Pronotum ist gelb gefärbt, beiderseits auf der Oberseite mit jeweils einem langgestreckten braunen Streifen. Die Art ist bestimmbar mit dem Bestimmungsschlüssel von Monserrat.

## Verbreitung
Die Art ist in der gesamten Mittelmeerregion (holomediterran), in Südeuropa, dem Ägäisraum sowie Marokko in Nordafrika, weit verbreitet. Außerdem kommt sie in Anatolien, Armenien und Zentralasien, östlich bis zur Mongolei, vor. Überraschenderweise wurde die Art im Jahr 2011 am Bausenberg bei Niederzissen, Rheinland-Pfalz, auch neu für Deutschland nachgewiesen, vorher nahm man lange an, es gebe mit dem Steirischen Fanghaft Mantispa styriaca nur eine mitteleuropäische Art der Gattung. Funde von zwei Einzeltieren liegen außerdem aus dem Saarland vor. In der Schweiz existiert bisher ein Einzelfund (Neuenburg/Neuchâtel). Die Verbreitung der Art ist wegen der nomenklatorischen Konfusion und der häufigen Verwechslungen schwierig anzugeben, sie kommt aber sicher in Südfrankreich und in Dalmatien vor, vermutlich sind auch die Angaben aus Nordungarn (als Mantispa icterica) auf diese Art zu beziehen, dies ist aber nicht sicher. Möglicherweise sind weitere mitteleuropäische Funde, die bisher als Mantispa styriaca gelten, in Wirklichkeit diese Art. Ob, und ggf. wie weit, die Art in Ostasien verbreitet ist, ist bis zur Klärung der Synonymie der von dort angegebenen Artnachweise unklar.

## Lebensweise
Zur Biologie und Lebensweise der Art ist fast nichts bekannt. Soweit bekannt, entspricht die Lebensweise derjenigen der anderen Mantispa-Arten, mit denen sie auch syntop im selben Lebensraum vorkommen kann. Funde stammen teilweise von Eichen (Quercus spp.).

## Systematik und Taxonomie
Die Taxonomie der Art ist verworren. Die europäischen Funde wurden bis 1994 meist der Art Mantispa mandarina Navás, 1914 zugeschrieben, sie sind aber mit dieser ostasiatischen Art nicht identisch. Andere Autoren nannten dieselben Funde, dem Schweizer Entomologen Claude Poivre folgend, Mantispa icterica (Pictet, 1865), dieser Name ist aber tatsächlich ein Synonym der spanischen Mantispa perla (Pallas, 1772). Durch diese nomenklatorischen Wirren existierte eine, im Prinzip schon länger bekannte, europäische Art ohne gültigen Namen. Diese wurde dann 1994 von Ulrike und Horst Aspöck als Mantispa aphavexelte formal neu beschrieben. Sie schreiben den Namen in der Arbeit, nicht ernsthaft, einer „griechischen Göttin der Konfusion“ zu, tatsächlich kann man den Artnamen (österreichisch ausgesprochen) lautmalerisch leicht deuten.
Die vorderasiatischen Arten Mantispa lobata Navás, 1912 und Mantispa adelungi Navás, 1912 werden in der Revision von Aspöck und Aspöck als separate Arten aufrechterhalten, wobei sie alle europäischen Angaben für diese Arten für Fehlbestimmungen halten. Dies wird durch den spanischen Autor Victor Jose Monserrat bezweifelt, der weitere Untersuchungen anmahnt.